# 丁字戦法

艦隊戦では艦隊側面で迎撃する事で味方の稼動砲門数も増え火力も集中でき有利になる

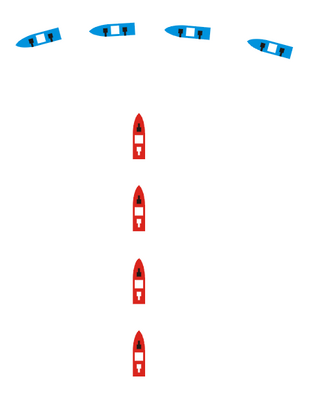
青色の艦隊が丁字戦法で赤色の艦隊を攻撃する図式。ただし両艦隊とも戦闘中に停止しないので、このような綺麗な丁字を描くのは希で、そうなっても一局面でしかない。赤色は進路を塞がれる前に方向を変えるのが普通であり、青色は赤色の進路変更に応じて向きを修正し、丁字が完成してもすぐに回頭しなければ通り過ぎてしまう。赤色は逆方向に進路を取り続けることで、進行方向を抑えられないようにすることが可能で、丁字を回避することも可能。いずれにしても複雑な艦隊運動、速度と統制が必要である。

丁字戦法（ていじせんぽう）、またはT字戦法(ティーじせんぽう 英:Crossing the T））とは、砲艦同士の海戦術の一つである。丁字作戦（ていじさくせん）、T字作戦（ティーじさくせん）とも。
敵艦隊の進行方向をさえぎるような形で自軍の艦隊を配し、前後両方の砲による全火力を敵艦隊の先頭艦に集中させて各個撃破を図る戦術を指す。

## 砲艦の発達と丁字戦法
16世紀に入り、帆走軍艦に多数の火砲を搭載した戦列艦が建造されるようになると海戦における陣形は、近接戦闘を意識した横陣から縦陣に変化した。特に射程の長い戦列艦を多数保有していたイギリス海軍はスペイン海軍等に先んじて、火力が大きくなる側面を最大限に利用する単縦陣を採用した。
19世紀後半、工業技術の発達に伴って戦列艦は近代的な蒸気エンジンを装備し5,000メートルを超える長大な射程と装甲板を有する戦艦へと変貌を遂げたが、変針や回頭などの艦隊運動の容易さと指揮官先頭として艦隊を組むことによる戦闘時の意思伝達の徹底の有利さにより縦陣は支持された。
このような時代背景において、縦陣による艦隊戦でより有利な戦法が研究され丁字戦法が成立した。ただし、同方向に併走しながら戦う同航戦やすれ違いざまに戦う反航戦から丁字戦法を成り立たせるためには、敵艦隊より速力で上回り敵先導艦を押さえ込めること、丁字の組み始めから完成までに比較的長く敵の攻撃にさらされる味方先導艦が充分な防御力を持つこと、丁字完成後も丁字を長く維持するための艦隊統制及び射撃統制が取れることなどが必要なため、着想は容易だが実行は難しい戦法であるといえる。
日本海軍においては、日露戦争およびその後、主力艦が同航戦を行いつつ補助艦が丁字戦法をとる戦術思想が組まれ、第1艦隊（戦艦など）と第2艦隊（巡洋戦艦など）が主力決戦用に編成された。この2つの艦隊は決戦時に統一運用されるために、この2つの艦隊を統合する連合艦隊が常設された。
20世紀中盤以降、ミサイル技術が発達し砲の射程外で船舶を攻撃できるようになり、艦隊同士が海洋上で遭遇し決戦を行う必要がなくなったことから、丁字戦法は現在では見られなくなった。

### 日露戦争時の日本海軍における丁字戦法
日露戦争の開戦前、日本海軍では「連合艦隊戦策」が定められ、丁字戦法と乙字戦法をとることが決められた。また「連合艦隊戦策」を基に各戦隊ごとの戦策が決定され、その全てに丁字戦法と乙字戦法が取り入れられた。この戦策が掲載されている日本海軍編纂の内部資料である極秘の「明治三十七八年海戦史」（一部が抜粋された上に機密部分を改変された同じ題名の公刊のものが存在する）によれば、黄海海戦や日本海海戦、その他の小戦闘に至るまで全てこの戦策によらないものは無いと記されている。公刊の戦史には戦策の記載は無い。
開戦前に定められた「連合艦隊戦策」においては全艦隊での決戦時における第1戦隊の戦法を「丁字をえがきなるべく敵の先頭を圧迫する如く運動し且つ臨機適宜の一斉回頭を行い敵に対し丁字形を保持するに努めんとす」としている。敵が相応の運動を執って結局は併航もしくは反航になることも予想されており、その時は戦闘距離を保持する運動や16点一斉回頭（全艦で一斉に半回転する）を行うことがあるとされている。ただしこの最初の「連合艦隊戦策」には丁字戦法という記載はない。
一方の各戦隊ごとの戦策では「連合艦隊戦策」にある第1戦隊の戦法を丁字戦法と呼びこれを採用するとあるが、敵の列端（先頭や一端という表現もある）を攻撃することが付け加えられており、さらに細かな違いも見られる。
「連合艦隊戦策」は日本海海戦を前に改められ、「単隊での戦闘は丁字戦法、2隊での協同戦闘は乙字戦法に準拠する」という表現になった。また全艦隊での決戦時における第1戦隊は「敵の第2順にある部隊の先頭を斜に圧迫するが如く敵の向首する方向に折れ勉めて併航戦を開始し爾後戦闘を持続す」と定められている。これに対し戸髙一成は矛盾する戦法であり、日本海海戦で丁字戦法が用いられなかった証拠の一つであるとしている。ただし第2戦隊は「状況の許す限り乙字をえがき」と定められており、2隊での協同戦闘が基本とされていると考えれば矛盾していない。

#### 黄海海戦
黄海海戦では、旅順を脱出しようとしたロシア艦隊に対し、連合艦隊は二度丁字を形作ったが二度目に後尾から抜けられ、それに対する回頭が遅れたために後方から追いかける不利な体勢になってしまった。連合艦隊司令長官の東郷平八郎と連合艦隊参謀であった秋山真之はこの失敗が後の日本海海戦で生かされたと語っている。

#### 日本海海戦
日本海海戦の戦史は日本側とロシア帝国側で記録が異なるが、日本側の戦史では、いわゆる「東郷ターン」と呼ばれる、まずすれ違うかのように装い急に左折して敵の先頭を斜に圧迫したと表現している。その後バルチック艦隊が右折することで併航となったが、速度に勝る連合艦隊は前方に出て徐々に右折し敵の前方を圧迫した。圧迫を避けるためにバルチック艦隊も右折したが、最終的に連合艦隊は完全に敵の前に出て縦射を加えた、と書かれている。
これを丁字戦法と認めるかどうかは意見が割れている。戦法の主眼は敵の先頭を圧迫してその先頭に集中攻撃することであり、敵旗艦2隻を早期に脱落させ丁字戦法が成立しているという意見がある一方、そもそもこの作戦自体がT字戦法を意識して実行されていないと考える意見や、明らかに丁字となった場面が無いので丁字戦法ではないと意見もある。詳しくは「東郷ターン」を参照。
「敵艦隊の進路を遮る」事が遂にできず通常の同航戦でみられる様な「ハ」の字、若しくは「リ」の字に近い形で推移、完全な丁字は実現しなかったという見方がある。また戦闘詳報や各種一次資料に黄海海戦であったという「丁字戦法を行った」という記述が日本海海戦では無いことから、当事者たち自身は大回頭後に「丁字」若しくは「イの字」の体勢が出来たとは考えていないと推測されるという意見がある。黄海海戦のものにある記述は「戦策の通りに」（極秘版のみ）と「丁字をえがかんと」（公刊版のみ）というものである一方、日本海海戦のものは「敵の頭を斜に圧迫」というものである。
丁字戦法であると見做す意見では丁字とすることが目的ではなく、敵の先頭を圧迫する代表的な形が丁字であり、この形でも有利な態勢であると見做している。また当事者たちはみな丁字戦法であると語っている。
なお半藤一利は海戦直後の5月29日、詳細な報告も無いまま軍令部よりマスメディアに対して「日本海海戦は丁字戦法で勝てた」と虚偽の発表がなされ、翌日の紙面にそれが掲載されそれがそのまま世間に浸透してしまったという説を唱えているが、実際に発表されたのは6月29日のことであり、6月30日の朝日新聞に掲載されている。

## 丁字戦法が用いられた主な戦い

### リッサ海戦
リッサ海戦において、オーストリア海軍のテゲトフ少将が、イタリア艦隊の単縦陣側面から横陣での攻撃を行い、結果的にイタリア側が丁字戦法をとった状態で戦闘となった。これは、オーストリア艦隊（装甲艦7隻基幹）が、優勢なイタリア艦隊（装甲艦12隻基幹）に対抗するために、砲撃戦ではなく衝角による体当たり攻撃を意図したためである。オーストリア艦隊の作戦は成功し、イタリア装甲艦2隻を撃沈して勝利した。イタリア艦隊は丁字戦法の効果を発揮できず、装甲艦の戦闘では横陣による衝角攻撃の方が有効であるとの認識が一時的に広まることとなった。

### エリ海戦
第一次バルカン戦争中に、反撃に転じるため出撃してきたオスマン帝国海軍艦隊をギリシャ海軍が迎え撃ったエリの海戦で、ギリシャのパブロス･コントリオティス少将が海戦中に20ノット以上の優速艦のみにオスマン艦隊主力艦隊への攻撃参加を命令した。ギリシャ艦隊は、オスマン艦隊旗艦「バルバロス・ハイレッディン」を丁字戦法により砲撃し中破させ、オスマン艦隊は堪らずダーダネルスへ退却した。ギリシャ艦隊にほとんど損害は出ていない。

### ユトランド沖海戦
ユトランド沖海戦では、イギリス艦隊を率いるジョン･ジェリコー大将はこの戦闘中、ドイツ海軍大洋艦隊を丁字戦法の戦形に持ち込むことを意図して艦隊運動を続けたが、2度訪れた機会の両方ともドイツ大洋艦隊に逆方向に逃げられてしまい、トラファルガーの海戦の再来はならなかった。

### サボ島沖海戦
サボ島沖海戦でガダルカナル島を目指して、夜間輸送のため進出してきた日本海軍連合艦隊の護衛部隊（重巡洋艦3隻、駆逐艦2隻）を、レーダー索敵により探知したアメリカ海軍ノーマン・スコット少将率いる巡洋艦部隊（旗艦・重巡洋艦「サンフランシスコ」）が、丁字戦法による迎撃に成功した。
結果、日本艦隊は重巡1隻沈没・1隻大破、駆逐艦1隻沈没の損害を受け退却した。しかし、アメリカ艦隊も駆逐艦2隻「ファーレンホルト」と「ダンカン」が夜間だったために隊列を見失って離れ、敵味方の狭間で大破沈没の損害を受けるという失態を演じた。

### レイテ沖海戦（スリガオ海峡海戦）
レイテ沖海戦で西村艦隊（戦艦「山城」「扶桑」、重巡洋艦「最上」、駆逐艦4隻の合計7隻）がスリガオ海峡からレイテ湾に夜間突入する際に、アメリカ海軍ジェシー・B・オルデンドルフ少将率いる戦艦部隊（戦艦6隻、重巡洋艦4隻、軽巡洋艦4隻、駆逐艦26隻、魚雷艇39隻の合計79隻）が丁字戦法で待ちうけ、魚雷及びレーダー射撃による波状攻撃で、駆逐艦「時雨」を除く全艦を撃沈した。
アメリカ軍の損害は魚雷艇隊の損害10隻にとどまった。
西村艦隊の壊滅的な最期は、海戦史の中でも最も悲惨な殲滅戦となった。また、戦艦同士による砲撃戦が行われた最後の海戦となった。